# Sylwester Moskwiak
Sylwester Moskwiak (ur. 29 marca 1976 w Bogdańcu) – polski żużlowiec.
Licencję żużlową zdobył w 1992 roku. Przez całą sportową karierę reprezentował klub Stal Gorzów Wielkopolski, w barwach którego w 1997 r. zdobył tytuł drużynowego wicemistrza Polski. W tym samym roku uczestniczył w rozegranym w Toruniu finale drużynowego Pucharu Polski (IV miejsce). Dwukrotnie startował w finałach młodzieżowych drużynowych mistrzostw Polski (Rzeszów 1994 – srebrny medal, Gorzów Wielkopolski 1995 – brązowy medal), w 1996 r. zajął w Zielonej Górze XV miejsce w finale turnieju o "Srebrny Kask", natomiast w 1997 r. zakwalifikował się (jako rezerwowy) do rozegranego w Częstochowie finału młodzieżowych indywidualnych mistrzostw Polski.
W 1997 r., po ukończeniu wieku juniora, zakończył żużlową karierę.